# Place Édith-Thomas
La place Édith-Thomas est une voie publique du quartier du Petit-Montrouge du 14e arrondissement de Paris, en France.

## Situation et accès

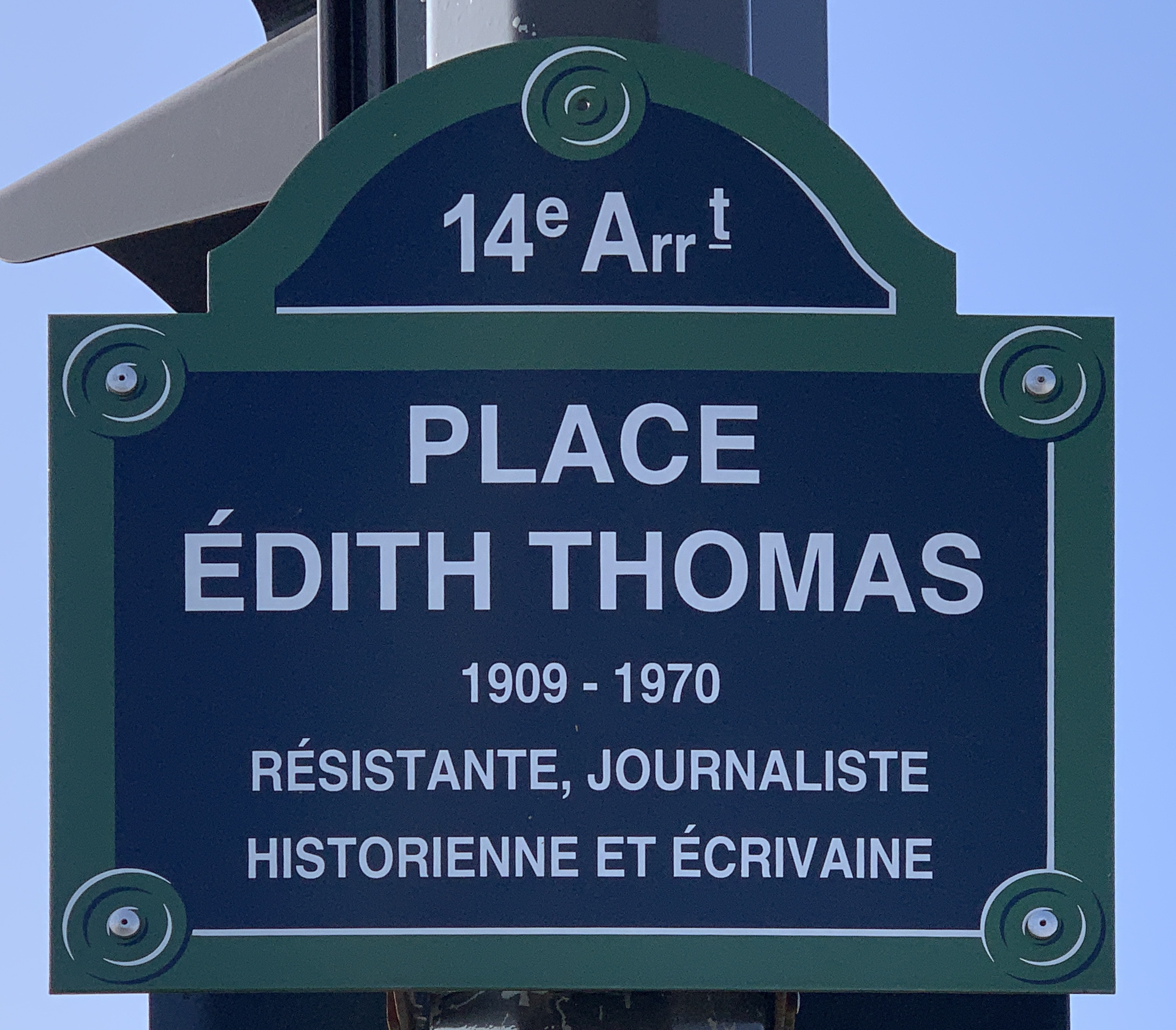
Plaque de la place.

La place Édith Thomas sur le plan RATP de la station Porte d'Orléans du tramway de la ligne T3a.

La place Édith-Thomas est à l'intersection de l'avenue Paul-Appell, de l'avenue de la Porte-d'Orléans, de la place du 25-Août-1944, de l'avenue Ernest-Reyer et de la rue de la Légion-Étrangère.
Elle est desservie par la ligne 4 du métro de Paris à la station Porte d'Orléans et par la ligne de tramway T3a à la station homonyme.

## Origine du nom
Elle porte le nom de la résistante, femme de lettres et journaliste Édith Thomas (1909-1970), qui s'est particulièrement illustrée lors de la Libération de Paris par délibération du Conseil de Paris en juillet 2019.

## Historique
Cette voie créée sous le nom de « voie CA/14 » a pris sa dénomination actuelle en 2019 en raison de sa proximité avec la place du 25-Août-1944, date de la Libération de Paris, et de la ville de Montrouge où l'écrivaine est née.

## Bâtiments remarquables et lieux de mémoire
- Square du Serment-de-Koufra
- Allée Clarissa-Jean-Philippe
- Mémorial et statue du maréchal Philippe Leclerc de Hauteclocque
- Piscine Thérèse-et-Jeanne Brulé au no 1, en hommage aux athlètes Jeanne et Thérèse Brulé[3]